# Nemzetközi Nyári Képzőművészeti Akadémia Salzburg
A Nemzetközi Nyári Képzőművészeti Akadémia Salzburg Európa legrégebbi, és legtöbb diákot fogadó nyári művészeti akadémiája, melyet Oskar Kokoschka 1953-ban a Hohensalzburg várában Látás Iskolája (Schule des Sehens) néven alapított.

## Az akadémia koncepciója
Az akadémia évente átlagosan húsz kurzust kínál nemzetközileg elismert oktatókkal, és megközelítőleg ötven országból háromszáz diákot fogad egy-öt hetes tanfolyamokra. 
A hagyományos nemzeti művészeti akadémiák ellenmodelljeként nemzetközi találkozóhelyet nyújt különböző származású, társadalmi hátterű és korú emberek számára. A nyári akadémia két alapelve, melyhez alapításától a mai napig hű maradt, egyrészt az oktatók és a tanfolyamon résztvevők nemzetközisége, valamint a hivatásos képzőművészek, művészeti iskolák hallgatói és a művészet iránt érdeklődők közös alkotó tevékenysége. Az akadémia az aktuális művészeti diskurzus legfrissebb gondolatait közvetíti, így kínálatában a legújabb művészeti médiumok is megtalálhatóak. Festőművészet, rajz, grafika, szobrászat, installáció, mixed media(de), építészet, ékszertervezés(en), fényképezés, video art, performansz, kurátori(en) gyakorlat és  művészeti írói tanfolyamok szerepelnek a programban.
Kokoschka tanítási koncepciójában nem volt választóvonal a művészi kézművesség és az átfogó szellemi és humanista nevelés között. Ennek szellemében a Nemzetközi Nyári Képzőművészeti Akadémia a salzburgi művészeti élet és oktatási rendszer szerves része, és együttműködik helyi és nemzetközi kulturális intézményekkel. Átfogó, ingyenes belépővel látogatható rendezvénykínálatával jelentős mértékben hozzájárul a kortárs művészet helyi közvetítéséhez. A kísérő rendezvények, kiállítások, előadások nem csak az akadémia résztvevői, hanem bárki által látogathatóak.
Az akadémia működését financiálisan mind Salzburg város, mind Salzburg tartomány támogatja. Ezen kívül a Bundeskanzleramt(de) Művészet és Kultúra szekciójának hozzájárulása és a tandíjak jelentik azt a pénzügyi hátteret, ami lehetővé teszi, a működtetésen túl, kísérő programok szervezését is.
Az intézmény elkötelezett a sokszínűség, az esélyegyenlőség mellett, és fellép a diszkrimináció ellen. Ennek szellemében a Salzburgi Nemzetközi Képzőművészeti Nyári Akadémia Baráti Szövetségével együttműködve igyekszik szponzorokat és pénzügyi támogatókat találni ösztöndíjakhoz, hogy a tehetséges és rászoruló művészek és művészeti hallgatók a világ minden tájáról lehetőséget kapjanak a tanfolyamokon való részvételre.

## Az intézmény története

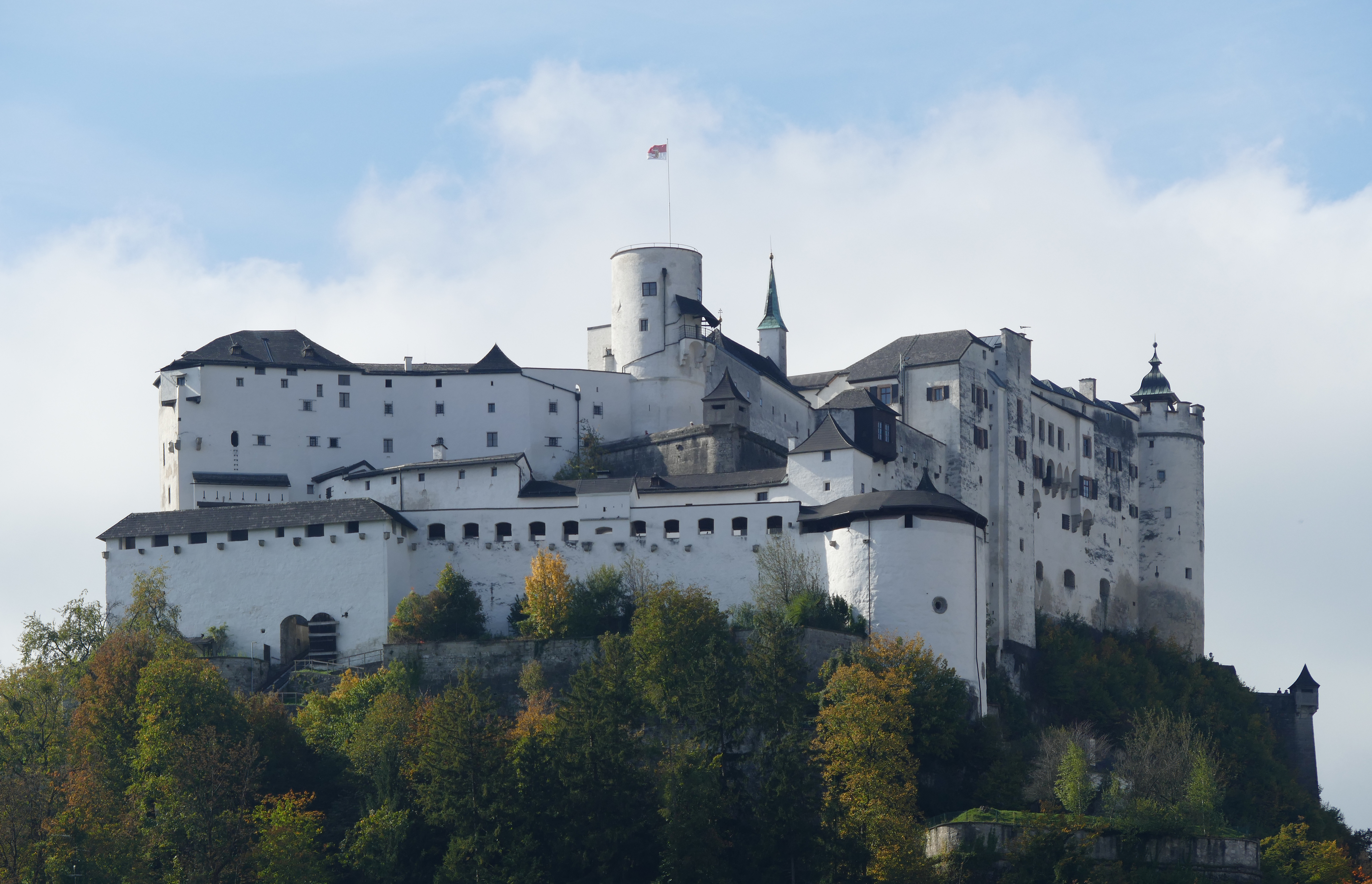
Hohensalzburg vára észak-keleti irányból tekintve

Oskar Kokoschka művészi pályafutása expresszionista rajzolóként, festőként és íróként indult Bécsben, majd Berlinben. A nemzetiszocializmus idején művészetét, entartete Kunst-nak(de), azaz elfajzott művészetnek minősítették és betiltották. 1934-ben Prágába, majd 1938-ban Nagy-Britanniába emigrált, ahol 1953-ig élt. Ezután a svájci Genfi-tóhoz költözött.
Kokoschka éles ellentétben állt az USA-ból kiinduló absztrakt modernizmussal, amely az 1940-es és 1950-es években egyedüli avantgárd státuszt követelt. Az 1970-es évekig az absztrakt és a figuratív művészet képviselőinek ellentéte meghatározta Nyugat-Európa művészeti világát. A Látás Iskolája koncepciójára Kokoschka figuratív művészet melletti kiállása rányomta bélyegét. Az iskola négy tanfolyammal indult. Oskar Kokoschka idején a Látás Iskolája szervezeti vezetője Friedrich Welz(de) galériatulajdonos volt.
1964-ben Hermann Stuppäck vette át Kokoschkától az igazgatói szerepet, és 1980-ig vezette a salzburgi Nemzetközi Nyári Képzőművészeti Akadémiát. Korábban Friedrich Welz és Hermann Stuppäck befolyásos szerepet játszottak a nemzetiszocialista korszak kulturális életében. Az intézmény fennállásának hatvanadik évfordulója kapcsán elkezdődött ennek a múltnak az őszinte feldolgozása, és azoknak a mozgatórugóknak az értékelése, amelyek lehetővé tették, hogy a korai időszakban tettesek és áldozatok dolgoztak együtt az akadémia keretein belül. Az 1960-as és 1970-es években az oktatási program megnyílt a pluralizmus előtt, és az absztrakt művészetet is tanította. Stuppäck alap- és haladó kurzusokat indított. Ebben az időben fogadta az akadémia a legtöbb hallgatót, 650 diákot évente.
Wieland Schmied(de) 1981 és 1999 között volt a Nyári Akadémia vezetője. Korát mindenekelőtt az általa kiépített nemzetközi művészek és teoretikusok hálózata jellemezte, amelyre a hannoveri Kestner Gesellschaft(de) egykori igazgatójaként és a berlini DAAD igazgatójaként támaszkodhatott. Az akadémia szervezésében a klasszikus modern művészetről, az 1980-as évek aktuális művészeti fejleményeiről, város- és építészeti fejlődési folyamatokról szóló művészettörténeti és elméleti előadássorozatok, valamint a posztmodern vagy a „művészet a köztérben” témakörében zajló viták és szimpóziumok a kor művészeti diskurzusát tükrözték. 

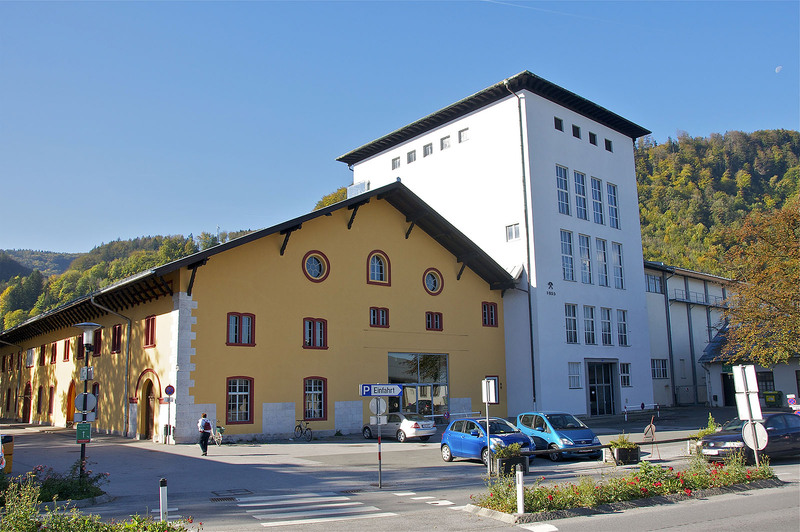
Alte Saline Hallein

Barbara Wally(de) 1981-ben Wieland Schmied mellett kezdte munkáját, majd 1999-ben átvette a nyári akadémia teljes irányítását 2008-ig. Ezt a korszakot az Európán és a nyugati művészeten túli nyitás politikája jellemezte.  Barbara Wally számos női művészt hívott meg a világ minden tájáról, különösen a feminista művészet főszereplőit, hogy olyan új tantárgyakat tanítsanak, mint a body art, a médiaművészet, az installatív vagy performatív koncepciók.
Hildegund Amanshauser(de) 2009-től 2020-ig volt az akadémia igazgatója. Fő törekvése a professzionális színvonal emelése, a koncentráció és a globalizáció volt. Létszámban és a helyszíneket tekintve zsugorodott az akadémia, ami a művészetkedvelők részleges lemorzsolódásával járt. Halleinben megszűntek a kurzusok. A kísérő konferenciák célja az eurocentrikus néző pont háttérbe szorítása volt.
2020. szeptember 1. óta Sophie Goltz a Nemzetközi Nyári Akadémia új igazgatója. Figyelme középpontjában a kísérleti pedagógia iránt elkötelezett művészeti gyakorlatok állnak, amelyek digitális technológiákat vagy új, szintetikusan előállított anyagokat használnak.  Multidiszciplináris és hibrid (analóg/digitális) kurzusokat szolgalmaz.

## Oktatási helyszínek

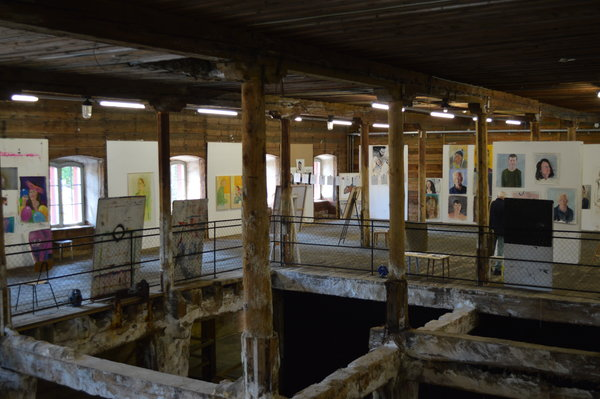
Nemzetközi Nyári Képzőművészeti Akadémia Salzburg, Festő osztály az Alte Saline épületében

A Nemzetközi Nyári Képzőművészeti Akadémia hosszú története alatt a kurzusok több helyszínen: Salzburgban, Fürstenbrunnban és Halleinben zajlottak. Hohensalzburg vára nyújt helyet a legtöbb kurzusnak.
A szobrász workshop időigényes, mivel a diákok az Untersberg Fürstenbrunnál található márvány kőfejtőjében fellelhető követ munkálják meg a helyszínen. A hallgatók és oktatók az egykori munkásszállóban kapnak elhelyezést.
Harmadik helyszín korábban a Salzburgtól 12 km-re található Hallein egykori, sóbányászat céljait szolgáló épületében volt. Az Alte Saline műemléki védettségű épület. Patinás sótároló termeiben a faoszlopok és gerendák erdejében ma is látható a só nyoma. Bőségesen kínált teret az épület a diákok munkájához. Ez a helyszín megszűnt, amikor Hildegund Amanshauser átvette az igazgatói szerepet, mivel koncepciója a koncentráció, és inkább kevesebb, válogatottabb diáksereg fogadása volt. Hallein ezzel veszített kulturális kínálatából, és különösen a vendéglátóipar területén megélhetési forrásaiból.

## Oktatók
A Salzburgi Nemzetközi Nyári Képzőművészeti Akadémia nemzetközileg elismert művészeket hív meg. Többek között tanítottak az akadémián a következő művészek:
Jacob Berend Bakema, Birkás Ákos, Caroline Broadhead, Georges Candilis, Dénes Ágnes, Andrea Fogli, Frei Otto(de), Ernst Fuchs, Hans Hollein, Alfred Hrdlicka(de) Friedensreich Hundertwasser, Arata Isozaki, Jovánovics György, Allan Kaprow, Oskar Kokoschka, Peter Kubelka, Erich Lessing, Giacomo Manzù, Maurer Dóra, Mario Merz, Hermann Nitsch, Roman Opałka, Rivka Rinn, SANAA építészek  Kazuyo Sejima(en) és Ryue Nishizawa(en), Pierre Vago, Varga Imre, Wolf Vostell